# Stanisław Fryń
Stanisław Fryń (ur. 23 października 1927 w Świętym Stanisławie pow. Kołomyja, zm. 1 kwietnia 1997 w Warszawie) – generał dywizji WP.

## Życiorys
Do 1941 uczył się w szkole powszechnej. Latem 1944 wstąpił do WP i został celowniczym rkm w 16 pułku piechoty 6 Dywizji Piechoty. We wrześniu 1944 skończył dywizyjną szkołę podoficerską i został dowódcą drużyny ckm. Przeszedł szlak bojowy od Warszawy do Berlina. Na Pomorzu Zachodnim został ranny. Między październikiem 1945 – a lutym 1947 brał udział w walkach z podziemiem na Rzeszowszczyźnie. W latach 1946–1952 był kolejno: dowódcą drużyny, dowódcą plutonu, szefem kompanii oraz od 1948 pomocnikiem szefa zaopatrzenia żywnościowego 16 pp. Od 1952, przez dwa lata kierował 10 Okręgową Składnicą Uzbrojenia. Pod koniec września 1954 skończył kurs w Centrum Wyszkolenia Tyłów i został porucznikiem. W latach 1954–1959 był pomocnikiem, następnie starszym pomocnikiem szefa wydziału Kwatermistrzostwa Warszawskiego OW. 1958 – 1961 studiował na Akademii Sztabu Generalnego. Od grudnia 1961 zastępca kwatermistrza 1 Warszawskiej Dywizji Zmechanizowanej ds. organizacji i planowania w Legionowie, następnie na takim samym stanowisku w 15 Dywizji Zmechanizowanej w Olsztynie. W latach 1962–1970 pomocnik szefa, następnie szef wydziału szkolenia operacyjnego w Głównym Kwatermistrzostwie WP. Od 1970 do 1972 studiował w Akademii Sztabu Generalnego Sił Zbrojnych ZSRR im. K. Woroszyłowa w Moskwie. Następnie został szefem sztabu Kwatermistrzostwa Pomorskiego Okręgu Wojskowego w Bydgoszczy, a 20 października 1973 został zastępcą szefa sztabu Głównego Kwatermistrzostwa WP. Od czerwca 1976 kwatermistrz – zastępca dowódcy Pomorskiego Okręgu Wojskowego. W październiku 1978 mianowany generałem brygady – nominację wręczył mu w Belwederze przewodniczący Rady Państwa Henryk Jabłoński. Od czerwca 1980 szef sztabu Głównego Kwatermistrzostwa – zastępca Głównego Kwatermistrza WP. We wrześniu 1984 awansowany na generała dywizji. Od 13 grudnia 1988 szef Głównej Kontroli Wojskowej. Od 28 listopada 1990 pełnomocnik ministra ON ds. wycofania z Polski i tranzytu z Niemiec wojsk radzieckich. 23 października 1991 roku pożegnany przez Głównego Kwatermistrza WP gen. dyw. Jana Kuriatę i przeniesiony w stan spoczynku. Po przejściu w stan spoczynku mieszkał w Warszawie.

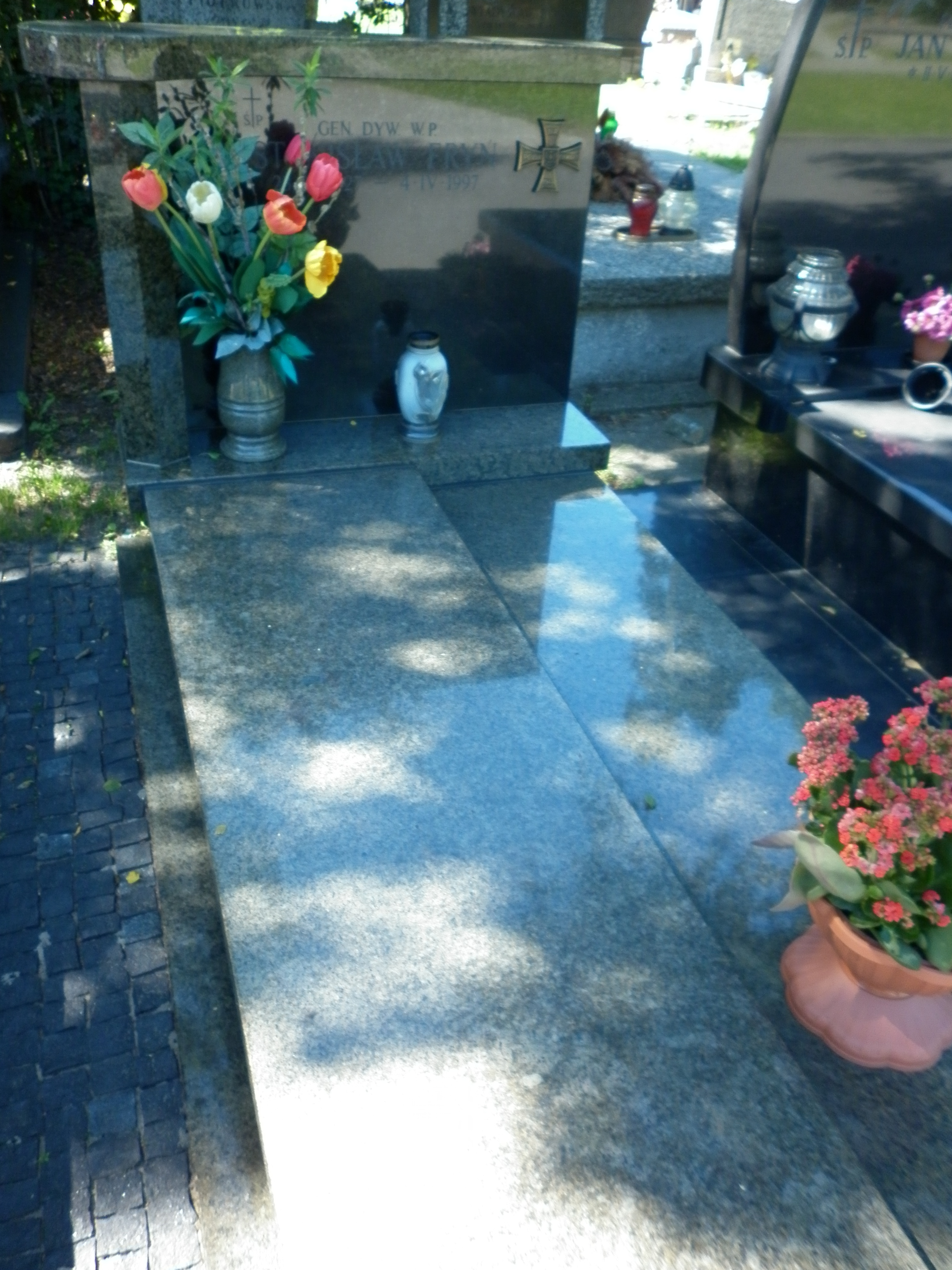
Grób na Wojskowych Powązkach

W okresie 1980–1989 był wiceprezesem, a 1990–1993 prezesem CWKS „Legia”. W 1990 został prezesem Rady Nadzorczej Fundacji Rozwoju Kultury w WP „Artwoj”.
Pochowany na Cmentarzu Powązkowskim, dawny Wojskowy w Warszawie (kwatera FIII-1 dod.-2).

## Awanse
W trakcie wieloletniej służby w Wojsku Polskim otrzymywał awanse na kolejne stopnie wojskowe:
- chorąży - 1952
- podporucznik - 1953
- porucznik - 1954
- kapitan - 1957
- major - 1962
- podpułkownik - 1966
- pułkownik - 1970
- generał brygady - 1978
- generał dywizji - 1984

## Odznaczenia i wyróżnienia
- Order Sztandaru Pracy II klasy (1987)
- Krzyż Komandorski Orderu Odrodzenia Polski (1980)
- Krzyż Kawalerski Orderu Odrodzenia Polski (1972)
- Krzyż Walecznych (1945)
- Złoty Krzyż Zasługi (1965)
- Brązowy Krzyż Zasługi (1945)
- Medal za Odrę, Nysę, Bałtyk (1946)
- Medal za Warszawę 1939–1945 (1947)
- Medal „Za udział w walkach o Berlin” (1967)
- Medal 10-lecia Polski Ludowej
- Medal 30-lecia Polski Ludowej
- Medal 40-lecia Polski Ludowej
- Złoty Medal „Siły Zbrojne w Służbie Ojczyzny” (1968)
- Srebrny Medal Siły Zbrojne w Służbie Ojczyzny
- Brązowy Medal Siły Zbrojne w Służbie Ojczyzny
- Złoty Medal „Za zasługi dla obronności kraju” (1975)
- Srebrny Medal „Za zasługi dla obronności kraju”
- Brązowy Medal „Za zasługi dla obronności kraju”
- Złoty Medal „Za Zasługi w Umacnianiu Przyjaźni PRL-ZSRR” (1987, TPPR)[3]
- Medal „Za wyzwolenie Warszawy” (ZSRR, 1947)
- Medal „Za zwycięstwo nad Niemcami w Wielkiej Wojnie Ojczyźnianej 1941–1945” (ZSRR, 1946)
- Medal za Zdobycie Berlina (ZSRR, 1947)
- Medal jubileuszowy „Czterdziestolecia zwycięstwa w Wielkiej Wojnie Ojczyźnianej 1941–1945” (ZSRR)
- Medal „Za umacnianie braterstwa broni” (ZSRR)
- Wpis do Honorowej Księgi Czynów Żołnierskich (1986)
- inne wyróżnienia i odznaczenia